# Octave Mirbeau
Octave Mirbeau (n. 16 februarie 1848, Trévières, Basse-Normandie, Franța – d. 16 februarie 1917, Paris, Franța), jurnalist, pamfletar, critic de artă, romancier și autor dramatic francez, este una dintre figurile cele mai originale din literatura perioadei "Belle Époque".

## Viața și activitatea literară

### Tinerețea
După o tinerețe petrecută într-un târg din Perche unde se sufoca, Rémalard, și studii secundare mediocre la colegiul iezuit de la Vannes, se vede condamnat, cu sufletul mortificat, să se dedice notariatului în sat, când, doi ani după experiența traumatizantă a războiului din 1870, răspunde la apelul fascinantului conducător bonapartist Dugué de la Fauconnerie, care îl angajează ca secretar particular, îl ia la Paris și îl introduce în L’Ordre de Paris.
Acesta este începutul unei lungi perioade de proletariat al peniței, care îi va lăsa un puternic sentiment de vinovăție: rând pe rând, sau paralel, face pe «servitorul» (ca secretar particular), «face trotuarul» (ca ziarist plătit al ziarului L’Ordre bonapartist, și al ziarului Le Gaulois  monarhist), și  pe «negrul» (scrie o duzină de volume, romane și nuvele, pentru diverși angajatori). De abia în cursul anului 1884, cu ocazia unei legături devastatoare cu o femeie de moravuri ușoare, el face un bilanț negativ vieții lui de «ratat»,  se revigorează în Bretania, și, întors la Paris, își începe dificil «izbăvirea»: de acum încolo își va pune pana strălucitoare și de o eficacitate nemaivăzută în serviciul cauzelor care sunt ale sale, dreptatea socială și promovarea artiștilor de geniu.

### Maturitatea

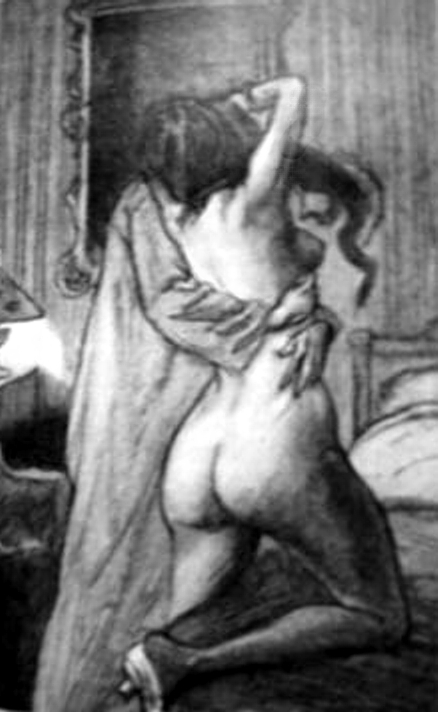
Georges Jeanniot, Le Calvaire (1901)

Primul volum pe care îl publică cu numele său în 1885, Lettres de ma chaumière.  După  aceea, trei romane care urmează, mai mult sau mai puțin autobiografice, o vor întări : Le Calvaire ( 1886) ; L’Abbé Jules (Un om ciudat) (1888), unde, sub influența «descoperirii» lui Dostoievski, pune în practică psihologia profunzimilor pentru a evoca personajul unui preot catolic al cărui trup și suflet sunt în revoltă contra opresiunii sociale și a putreziciunii din Biserica; Sébastien Roch (1890), unde povestește emoția «asasinării unui suflet de copil» de către un iezuit violator; Dans le ciel (1892-1893), roman pre-existentialist ce tratează tragedia artistului și este inspirată de Van Gogh ; Les Mauvais bergers, tragedie proletariană care va fi creată de Sarah Bernhardt și Lucien Guitry (1897); Le Jardin des supplices (Grădina supliciilor) (1899), monstruozitate literară costituită dintr-un patchwork de texte anterioare concepute independent unele de celalalte și în tonalități foarte diferite ; Le Journal d’une femme de chambre (Jurnalul unei cameriste) (1900), în care stigmatizează sclavajul vremurilor moderne pe care îl reprezinta slujitorii și dezvăluie dedesubturile puțin apetisante ale burgheziei ; Les 21 jours d'un neurasthénique (1901) ; Les affaires sont les affaires (Banii) (1903), mari comedii clasice de moravuri și de caractere; Farces et moralités (1904) ; La 628-E8 (1907), povestire de călătorie în Belgia, Olanda, Germania al cărei erou nu este altul decât un automobil;  Le Foyer, care scandalizează pentru că denunță exploatarea economică și sexuală a adolescenților; Dingo (1913), fantezie rabelaisiana inspirată de câinele său.

## Justițiarul
Octave Mirbeau este justițiarul și marele demistificator: el a vrut să ne deschidă ochii și să ne oblige să descoperim ființele și lucrurile, valorile și instituțiile, așa cum sunt, și nu cum am fost condiționați să le vedem. Este susținătorul recunoscut al lui Auguste Rodin, Claude Monet și al pictorilor impresioniști, și, prin urmare, al lui Vincent Van Gogh, Camille Claudel și de Aristide Maillol.

## Bibliografie

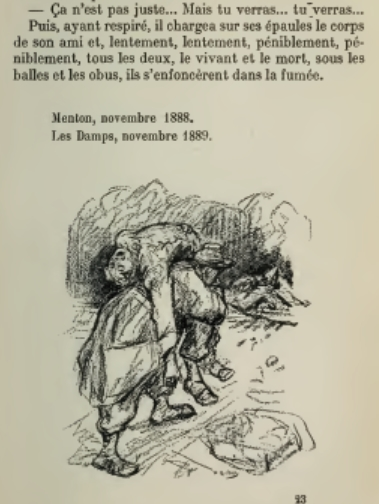
Henri-Gabriel Ibels, Sébastien Roch, 1906

### Romane și nuvele
- Le Calvaire (1886).
- L'Abbé Jules (Un om ciudat) (1888).
- Sébastien Roch, roman (1890).
- Dans le ciel, roman (1892-1893).
- Le Jardin des supplices (Grădina supliciilor) (1899).
- Le Journal d'une femme de chambre (Jurnalul unei cameriste)  (1900).
- Les 21 jours d'un neurasthénique (1901).
- La 628-E8 (1907).
- Dingo (1913).
- Un gentilhomme (1919).
- Les Mémoires de mon ami (1920).
- Contes cruels, nuvele (1990).
- Contes drôles, nuvele (1995).
- Mémoire pour un avocat (2006).
- Œuvre romanesque Arhivat în 10 mai 2009, la Wayback Machine., I-II-III, Buchet/Chastel (2000-2001), Éditions du Boucher (2003).

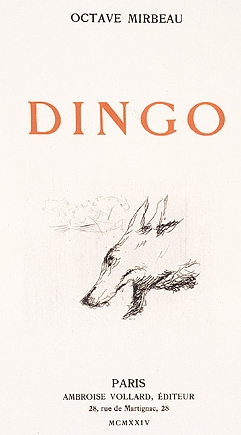
Dingo, Ambroise Vollard, 1924

### Teatru
- Les Mauvais bergers, drama (1897).
- Les affaires sont les affaires (Banii),  comedie de moravuri (1903).
- Farces et moralités (1904).
- Le Foyer, comedie de moravuri (1908).
- Théâtre complet, Eurédit (1999-2003)

### Critică
- Combats esthétiques, I-II (1993).
- Combats littéraires (2006).

### Eseu politic
- L'Affaire Dreyfus (1991).
- Lettres de l'Inde (1991).
- L'Amour de la femme vénale (1994).
- Chroniques du Diable (1995).

### Corespondență
- Correspondance avec Auguste Rodin (1988).
- Lettres à Alfred Bnsard des Bois (1989).
- Correspondance avec Claude Monet (1990).
- Correspondance avec Camille Pissarro (1990).
- Correspondance avec Jules Huret (2009).
- Correspondance générale, I (2000) - II (2005) – III (2009).

## Studii despre Mirbeau
- Pierre Michel - Jean-François Nivet, Octave Mirbeau, l'imprécateur au cœur fidèle, Librairie Séguier, 1990.
- Pierre Michel,, Les Combats d'Octave Mirbeau, Annales littéraires de l'université de Besançon, 1995.
- Samuel Lair, Mirbeau et le mythe de la Nature, Presses universitaires de Rennes, 2004.
- Robert Ziegler, The Nothing Machine - The Fiction of Octave Mirbeau, Rodopi, 2007.
- Samuel Lair, Octave Mirbeau l'iconoclaste, L'Harmattan, 2008.
- Alain (Georges) Leduc,  Octave Mirbeau, le gentleman vitrioleur, Éditions libertaires, 2017.
- Cahiers Octave Mirbeau, n° 1-25, 1994-2018, 9 000 pagini.